# 금눈쇠올빼미

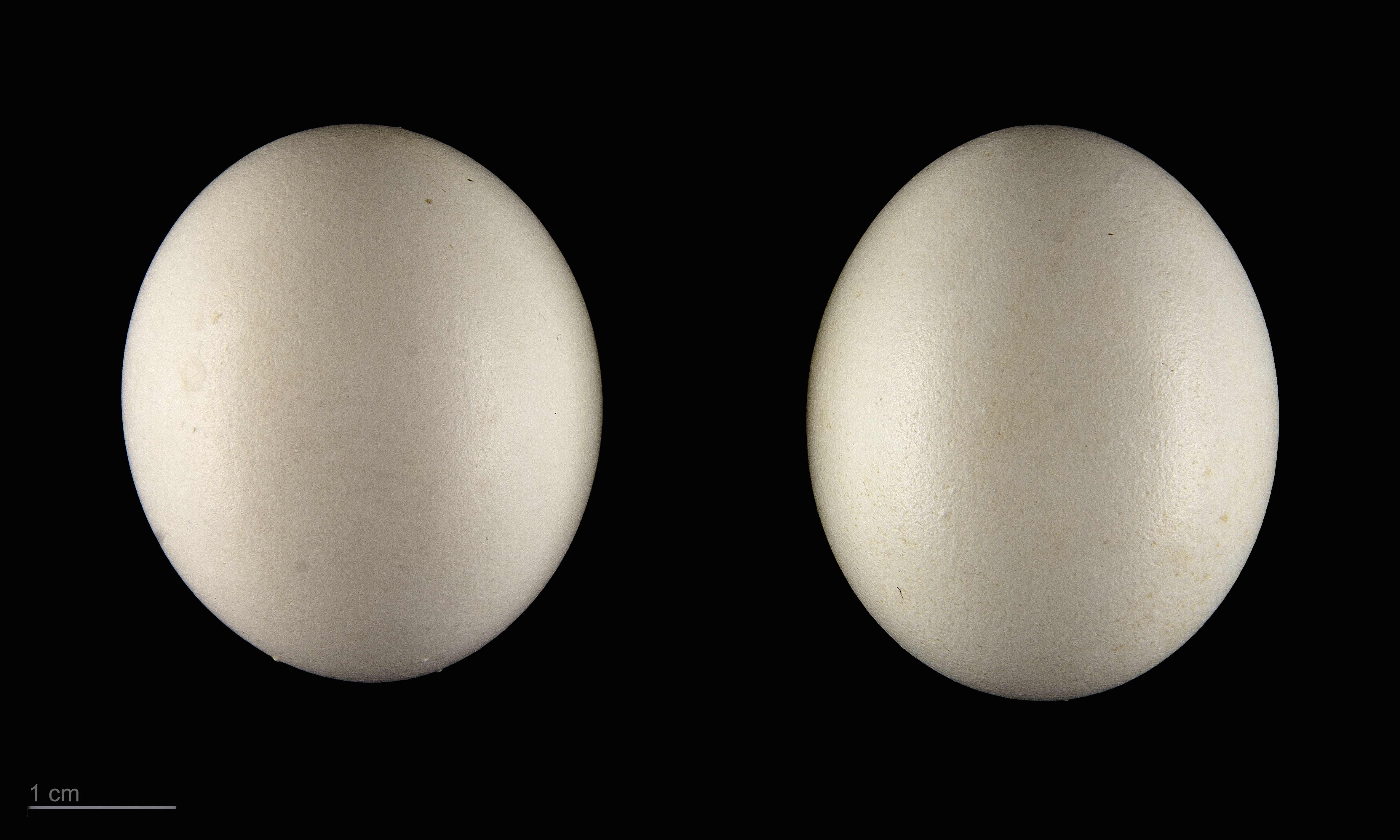
Athene noctua vidalii

금눈쇠올빼미(Athene noctua, little owl, owl of Athena or owl of Minerva)는 올빼미과에 속하는 새로 주로 유럽과 북아프리카, 아시아에 서식한다. 원래 영국에 서식하는 새는 아니었지만 1842년에 들어오면서부터 서식하기 시작했다.
올빼미 중에서 가장 작은 종이며 길이는 23~27.5cm 정도이다. 곤충이나 지렁이, 양서류를 잡아먹는다. 기본적으로는 야행성에 속하지만 낮에 활동하기도 하며 농촌이나 공원에서 정착하면서 생활한다. 주로 나무와 바위, 절벽, 강가, 담, 건물 등지에 있는 구멍에 둥지를 틀며 3~5개의 알을 낳는다. 28~29일 동안 암컷의 품 속에서 자라며 생후 26일 정도가 되면 자립하게 된다.